# Gastone Rizzato
Gastone Rizzato (Padova, 9 maggio 1945) è un ex calciatore italiano, di ruolo difensore o centrocampista.

## Carriera
Ha collezionato 2 presenze in Serie A con la maglia del Venezia nella stagione 1966-1967.
Dal 1968 al 1970 ha militato per due stagioni in massima serie con il Palermo.